# Hans Haas
Pour les articles homonymes, voir Haas.
Hans Haas, né le 17 octobre 1906 à Vienne et mort le 14 mai 1973, est un haltérophile autrichien. Concourant dans la catégorie des moins de 67,5 kg, il dispute notamment l'épreuve d'haltérophilie aux Jeux olympiques en 1928 à Amsterdam où il gagne la médaille d'or ainsi que l'épreuve en 1932 à Los Angeles où il remporte la médaille d'argent.

## Palmarès
- Jeux olympiques
  -  Médaille d'or dans la catégorie des moins de 67,5 kg en 1928 à Amsterdam
  -  Médaille d'argent dans la catégorie des moins de 67,5 kg en 1932 à Los Angeles

- Championnats d'Europe
  -  Médaille d'or dans la catégorie des moins de 67,5 kg en 1930 à Munich
  -  Médaille d'or dans la catégorie des moins de 67,5 kg en 1931 à Luxembourg